# Campionato mondiale giovanile di scherma 2013
Il Campionato mondiale juniores di scherma del 2013 ("2013 World Juniors Fencing Championships") è stato organizzato dalla Federazione internazionale della scherma e si è svolto a Parenzo in Croazia dall'11 al 15 aprile.
Nel fioretto, si sono aggiudicati i titoli dei campionati mondiali lo statunitense Alexander Massialas, che ha battuto in finale l'italiano Lorenzo Nista, e l'italiana Camilla Mancini che ha avuto la meglio su la russa Pirieva .
Nella spada il cinese Sun ha battuto in finale l'iberico Pereira, ottenendo il titolo mondiale juniores maschile, mentre tra le donne la russa Gudkova ha superato la francese Mallo.
Nella sciabola il russo Ibragimov prevale sul il magiaro Szatmari, mentre l'ucraina Komashchuk ha battuto la statunitense Jarocki.
Nei campionati mondiali juniores a squadre maschili, la nazionale italiana ha prevalso nella finale del fioretto contro gli Stati Uniti d'America, mentre la compagine italiana ha vinto nella spada contro la formazione magiara, ed infine la nazionale tedesca ha avuto la meglio sullala compagine italiana nella sciabola.
Nei campionati mondiali juniores a squadre femminili, la nazionale italiana ha prevalso nella finale del fioretto contro gli Stati Uniti d'America, la Russia ha vinto nella spada contro la formazione coreana, ed infine la formazione statunitense ha avuto la meglio sullala compagine francese nella sciabola.

## Podi

### Uomini
| Specialità  | Oro                                                                       | Argento                                                                       | Bronzo                                                                                        |
| Individuali |                                                                           |                                                                               |                                                                                               |
| Fioretto    | Alexander Massialas                                                       | Lorenzo Nista                                                                 | Kirill Lichagin Alexander Choupenitch                                                         |
| Spada       | Dongdong Sun                                                              | Yulen-Alexander Pereira-Ramos                                                 | Andrea Santarelli Segeon Ma                                                                   |
| Sciabola    | Kamil' Ibragimov                                                          | András Szatmári                                                               | Francesco D’Armiento Eli Dershwitz                                                            |
| A squadre   |                                                                           |                                                                               |                                                                                               |
| Fioretto    | Italia Lorenzo Nista Piero Franco Edoardo Luperi Francesco Ingargiola     | Stati Uniti Alexander Massialas Race Imboden -                                | Russia Kirill Lichagin -                                                                      |
| Spada       | Italia Marco Fichera Andrea Santarelli Simone Esposito Gabriele Cimini    | Ungheria Zsombor Banyai Daniel Berta Zsombor Garzo Gergo Kiss                 | Spagna Manuel Bargues Alvaro Ibanez Yulen-Alexander Pereira-Ramos Guillermo Sanchez Rodriguez |
| Sciabola    | Germania Richard Hübers Maximilian Kindler Rouven Redwanz Robin Schrödter | Italia Luca Curatoli Leonardo Affede Alessandro Riccardi Francesco D’Armiento | Ungheria Mate Bancsics Marton Bence Csaba Martin Singer Andras Szatmari                       |

### Donne
| Specialità  | Oro                                                                       | Argento                                                                | Bronzo                                                                      |
| Individuali |                                                                           |                                                                        |                                                                             |
| Fioretto    | Camilla Mancini                                                           | Leyla Pirieva                                                          | Francesca Palumbo Lee Kiefer                                                |
| Spada       | Tatiana Gudkova                                                           | Auriane Mallo                                                          | Katrina Lehis Isabel Di Tella                                               |
| Sciabola    | Komashchuk                                                                | Jarocki                                                                | Ridel Martina Criscio                                                       |
| A squadre   |                                                                           |                                                                        |                                                                             |
| Fioretto    | Italia Camilla Mancini Francesca Palumbo Martina Sinigalia Erica Cipressa | Stati Uniti Sara Taffel Lee Kiefer Jacqueline Dubrovich Margaret Lu    | Francia Flora Tran Julie Mienville Jeromine Mpah-Njanga Pauline Ranvier     |
| Spada       | Russia Tatiana Gudkova Daniela Khrapina Violetta Khrapina Yulia Lichagina | Corea del Sud Hyewon Lee Joo Mi Lim Sera Song -                        | Italia Eugenia Falqui Nicol Foietta Giorgia Pometti Alberta Santuccio       |
| Sciabola    | Stati Uniti Adrienne Jarocki Sage Palmedo Skyla Powers Francesca Russo    | Francia Manon Brunet Saoussen Boudiaf Océane Chery Emmanuel Eva Taharo | Ucraina Alina Komashchuk Oleksandra Mamontova Maryna Semenko Iryna Shchukla |

## Medagliere
| Pos.   | Nazione       | Oro | Argento | Bronzo | Totale |
| ------ | ------------- | --- | ------- | ------ | ------ |
| 1      | Italia        | 4   | 2       | 5      | 11     |
| 2      | Russia        | 3   | 1       | 3      | 7      |
| 3      | Stati Uniti   | 2   | 3       | 2      | 7      |
| 4      | Ucraina       | 1   | 0       | 1      | 2      |
| 5      | Cina          | 1   | 0       | 0      | 1      |
| 5      | Germania      | 1   | 0       | 0      | 1      |
| 7      | Ungheria      | 0   | 2       | 1      | 3      |
| 7      | Francia       | 0   | 2       | 1      | 3      |
| 9      | Corea del Sud | 0   | 1       | 1      | 2      |
| 9      | Spagna        | 0   | 1       | 1      | 2      |
| 10     | Estonia       | 0   | 0       | 1      | 1      |
| 10     | Rep. Ceca     | 0   | 0       | 1      | 1      |
| 10     | Argentina     | 0   | 0       | 1      | 1      |
| Totale | Totale        | 12  | 12      | 18     | 42     |